# 須藤嘉吉

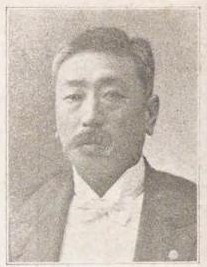
須藤嘉吉

須藤 嘉吉（すどう かきち、1858年5月27日（安政5年4月15日）- 1925年（大正14年）12月11日）は、明治から大正期の農業経営者・実業家・政治家。衆議院議員。

## 経歴
上野国碓氷郡嶺村（群馬県碓氷郡嶺村、原市町大字嶺村、安中町を経て現安中市嶺）で、名主、養蚕・蚕種農家、須藤仲造、たに の長男として生まれた。安中藩士・池田豊與知重に師事して漢籍を修めた。1889年（明治22年）東京法学院（英吉利法律学校後身、現中央大学）の在外生として法律学を研究した。同年9月、家督を相続。農業、製糸業を営んだ。
嶺村副戸長、碓氷郡書記、群馬県収税属を歴任。原市町会議員を務め、1892年（明治25年）3月、群馬県会議員に選出され連続4期在任し、同常置委員、同副議長、同参事会員も務めた。1902年（明治35年）8月、第7回衆議院議員総選挙（群馬県郡部、無所属）で初当選。以後、第12回総選挙まで4回再選され、衆議院議員に通算5期在任した。この間、憲政会群馬県支部の設立に尽力し、同支部長に就任した。
また、群馬県の産業振興にも尽力し、中碓氷製糸社取締役、精糸碓氷社取締役、群馬県農工銀行取締役などを務め、生糸の改良に貢献した。

## 国政選挙歴
- 第7回衆議院議員総選挙（群馬県郡部、1902年8月、無所属）当選[8]
- 第8回衆議院議員総選挙（群馬県郡部、1903年3月、無所属）次点落選[8]
- 第9回衆議院議員総選挙（群馬県郡部、1904年3月、無所属）当選[8]
- 第10回衆議院議員総選挙（群馬県郡部、1908年5月、大同倶楽部）当選[9]
- 第11回衆議院議員総選挙（群馬県郡部、1912年5月、中央倶楽部）当選[9]
- 第12回衆議院議員総選挙（群馬県郡部、1915年3月、立憲同志会）当選[9]
- 第13回衆議院議員総選挙（群馬県郡部、1917年4月、憲政会）次点落選[10]
- 第15回衆議院議員総選挙（群馬県第4区、1924年5月、憲政会公認）次点落選[11]